# Puzur-Ashur III
Puzur-Ashur III, rey de Asiria, durante el período paleoasirio (1521 a. C. - 1498 a. C.)
Hijo y sucesor del rey Assur-nirari I. La Historia sincrónica menciona enfrentamientos fronterizos en los alrededores de Samarra con el casita Burna-Buriash I de Babilonia con el que finalmente firmó un tratado de paz. El hecho de poder firmar un tratado internacional de igual a igual con el rey de Babilonia, al igual que logró su sucesor Assur-bel-nisheshu, demuestra que por esta época, Asiria ya había conseguido recuperar la soberanía nacional, por períodos más o menos largos. 
Puzur-Assur III consiguió desmarcarse de la influencia del reino de Mitanni, estableciendo las bases para el futuro esplendor del Imperio Medio. También comenzó un programa de grandes construcciones en su capital Assur, como en las murallas de la ciudad y en diversos templos.
Le sucedió su hijo Enlil-nasir I.
| Predecesor: Assur-nirari I | Rey de Asiria 1521-1498 a. C. | Sucesor: Enlil-nasir I |